# Occapes sierrae
Occapes sierrae är en stekelart som beskrevs av Henry Keith Townes, Jr. 1970. Occapes sierrae ingår i släktet Occapes och familjen brokparasitsteklar. Inga underarter finns listade i Catalogue of Life.